# Renault Captur
O Captur é um crossover compacto, produzido pela Renault. Foi apresentado pela primeira vez em 2011, no Salão de Genebra, e lançado em 2013 na Europa. No Brasil, foi lançado em 2017. Os motores começam nos 0.9 e acabam nos 1.5. Existe uma edição limitada, a Helly Hansen, em tonalidade vermelha exclusiva.
Foi ainda lançado no Brasil uma versão 1.6 com cambio CVT, em junho de 2017.
Também é vendido pela Samsung Motors (marca do grupo Renault), com o nome QM3, com o objetivo de ser vendido nos mercados emergentes.